# Pontins Professional de 1975
El Pontins Professional de 1975 fue un torneo de snooker, profesional y de invitación, que se celebró en la localidad galesa de Prestatyn en mayo de 1975. Fue la segunda edición del Pontins Professional, organizado por primera vez en 1974. Ray Reardon, que se impuso a John Spencer en la final, se proclamó campeón.

## Resultados
Recalcado en negrita figura el ganador de cada partido.
|  | cuartos de final (al mejor de 13) | cuartos de final (al mejor de 13) |              |    | semifinales (al mejor de 13) | semifinales (al mejor de 13) |  |  | final (al mejor de 19) | final (al mejor de 19) |
|  |                                   |                                   |              |    |                              |                              |  |  |                        |                        |
|  |                                   |                                   |              |    |                              |                              |  |  |                        |                        |
|  |                                   |                                   |              |    |                              |                              |  |  |                        |                        |
|  | Ray Reardon                       | 7                                 |              |    |                              |                              |  |  |                        |                        |
|  | Ray Reardon                       | 7                                 |              |    |                              |                              |  |  |                        |                        |
|  | Graham Miles                      | 6                                 |              |    |                              |                              |  |  |                        |                        |
|  | Graham Miles                      | 6                                 | Ray Reardon  | 7  |                              |                              |  |  |                        |                        |
|  |                                   |                                   | Ray Reardon  | 7  |                              |                              |  |  |                        |                        |
|  |                                   | Cliff Thorburn                    | 5            |    |                              |                              |  |  |                        |                        |
|  | Cliff Thorburn                    | Cliff Thorburn                    | 5            | 7  |                              |                              |  |  |                        |                        |
|  | Cliff Thorburn                    |                                   |              | 7  |                              |                              |  |  |                        |                        |
|  | Fred Davis                        | 3                                 |              |    |                              |                              |  |  |                        |                        |
|  | Fred Davis                        | 3                                 | Ray Reardon  | 10 |                              |                              |  |  |                        |                        |
|  |                                   |                                   | Ray Reardon  | 10 |                              |                              |  |  |                        |                        |
|  |                                   | John Spencer                      | 4            |    |                              |                              |  |  |                        |                        |
|  | John Spencer                      | John Spencer                      | 4            | 7  |                              |                              |  |  |                        |                        |
|  | John Spencer                      |                                   |              | 7  |                              |                              |  |  |                        |                        |
|  | Dennis Taylor                     | 4                                 |              |    |                              |                              |  |  |                        |                        |
|  | Dennis Taylor                     | 4                                 | John Spencer | 7  |                              |                              |  |  |                        |                        |
|  |                                   |                                   | John Spencer | 7  |                              |                              |  |  |                        |                        |
|  |                                   | Rex Williams                      | 5            |    |                              |                              |  |  |                        |                        |
|  | Rex Williams                      | Rex Williams                      | 5            | 7  |                              |                              |  |  |                        |                        |
|  | Rex Williams                      |                                   |              | 7  |                              |                              |  |  |                        |                        |
|  | John Pulman                       | 6                                 |              |    |                              |                              |  |  |                        |                        |
|  | John Pulman                       | 6                                 |              |    |                              |                              |  |  |                        |                        |